# Colletes katharinae
Colletes katharinae är en biart som beskrevs av Kuhlmann 2007. Colletes katharinae ingår i släktet sidenbin, och familjen korttungebin. Inga underarter finns listade i Catalogue of Life.